# Stargate: The Ark of Truth
Stargate: The Ark of Truth (Stargate: El Arca de la Verdad) es una película para DVD, escrita y dirigida por Robert C. Cooper. El filme pone fin a la trama de los Ori de Stargate SG-1. El Arca de la Verdad fue lanzada a la venta en EE. UU., el 11 de marzo de 2008. El 7 de octubre de 2009, la película fue estrenada para América Latina por Cinecanal y en España salió el 16 de abril de 2008.

## Trama
La película abarca sobre el intento del SG-1 por recuperar el "Arca de la Verdad",  un dispositivo Alterano (Antiguo) diseñado para mostrar la verdad a quienes miran en él. 
La historia comienza hace millones de años, en una galaxia lejana, donde los Alteranos se encuentran escondidos del ejército Ori. A pesar de que la promesa Ori sobre la Ascensión era una mentira, los Antiguos creían que la gente debería ser libre de creer lo que desearan, y así, aun a costa de su propia destrucción, deciden no utilizar el Arca y ésta es guardada.
En el presente, el SG-1 descubre una caja que ellos creen que es el Arca, mientras excavan en las ruinas de Dakara. Sin embargo, antes de que puedan abrirla, los soldados Ori, dirigidos por Tomin, llegan y los atrapan. Daniel los engaña para que abran la caja, pero resulta ser falsa. Cuando el prior ordena a Tomin que los mate, él se niega, y Mitchell aprovecha para matar al Prior (cuyos poderes se ven bloqueados por el Dispositivo Antipriores). Tomin, al ver la muerte del prior, se da cuenta de que los Ori no son dioses (porque se supone que los priores eran invencibles, según Origen) y se rinde ante el SG-1, yéndose con ellos a la Tierra.
Volviendo a la Tierra, el General Landry y Mitchell conocen a James Marrick, un representante de la IOA enviado para interrogar a Tomin. Mientras tanto, Tomin habla con Daniel y le menciona el Ortus Mallum, el lugar donde, según el Libro de los Orígenes, nació todo el mal. Daniel entonces se da cuenta de que el Arca se encuentra todavía en la galaxia Ori. El IOA aprueba la misión, y la Odisea, al mando del teniente coronel Mitchell, viaja con el SG-1 y Marrick (asignado para acompañarlos) por el Superportal.
Ya en la galaxia Ori, un miembro de la resistencia anti-Ori le dice al equipo que, según la leyenda, el Ortus Mallum está en Celestis. Por otro lado, Marrick empieza a presionar al equipo para que se encargue primero del peligro de las naves Ori que están por partir, pero el Coronel Mitchell decide ignorarlo. Con la nave camuflada, el SG-1 desciende hasta el planeta y empieza a buscar. Sin embargo, Marrick aprovecha esto para activar el núcleo Asgard, el cual alertará a los Ori de la ubicación de la nave. 
Mitchell y Carter vuelven al Odisea y descubren que Marrick ha utilizado el núcleo para construir un Replicante, con la intención de plantarlo en una nave Ori y dejar que se extienda por el resto de la flota. Cuando Mitchell intenta destruirlo con un arma anti-replicantes el replicante se escapa, y Marrick revela que la IOA eliminó esa debilidad de su diseño. También menciona que existe un código de desactivación para acabar con ellos, pero no les dice cuál es, ya que espera que primero la flota Ori sea destruida. Con las naves en camino, Mitchell intenta teletransportar de regreso a Daniel, Teal'c, Vala y Tomin, pero el replicante se hace con el control de los sistemas, impidiéndolo. Cuatro Naves Ori llegan, y el Odisea no tiene más opción que saltar al hiperespacio para escapar, dejando a los otros en el planeta.
Daniel encuentra el Arca en un conjunto de catacumbas, descubiertas gracias a una visión, y después de varios temblores de tierra decide llevarla a la superficie. Cuando el equipo sale son emboscados por guerreros Ori, quienes le disparan a Teal'c en la espalda (dejándole inconsciente). Mientras tanto, en el Odisea, los replicantes, han comenzado a multiplicarse y el Coronel Mitchell decide buscar a la reina mientras el resto del personal se posiciona para defender la sala del núcleo. Por otra parte, un prior llega a la Tierra, ofreciendo una última oportunidad para convertirse a Origen (a lo que el General Landry le responde que no).
Teal'c se despierta y, a pesar de estar herido, va en búsqueda del resto del equipo (quienes han sido llevados a la Ciudad de los Dioses de Celestis). Allí son torturados por los priores, quienes luego llevan a Vala ante Adria. Ella revela que los Ori fueron efectivamente destruidos cuando el SG-1 envió el Sangraal por la Superpuerta y que ahora, como ella ha ascendido, recibe todo el poder de sus adoradores. En la nave, Mitchell halla a la reina y coloca C-4 para destruirla; para su sorpresa también se encuentra con Marrick, quien ha sido infectado por los replicantes (que buscan de esa forma acceder al código de desactivación). Éstos, además, han comenzado a acercarse al núcleo Asgard. 
En Celestis, Teal'c se ha desplomado antes de llegar a la Ciudad, pero pronto es sanado por un ser ascendido. En ese momento, en el SGC, Landry recibe la noticia de que siete naves Ori han llegado al sistema solar. El Apolo hace contacto visual, pero las naves mantienen posiciones y no atacan.
En la galaxia Ori, los replicantes toman el control de más sistemas y sacan al Odisea del hiperespacio. Las cuatro Naves Ori que la seguían hacen lo mismo, lo rodean y comienzan a disparar. Mitchell queda malherido luchando con Marrick, pero logra hacer que éste le diga que el código de desactivación está al otro lado del cristal que usó para crear a los replicantes. 
En su celda, Daniel recibe la visita de Merlín. Pronto se revela que se trata de Morgana Le Fay, quien le dice que si puede usar el Arca en un prior, el efecto se transmitirá al resto mediante los cristales que llevan en sus báculos. Teal'c llega entonces, y libera a Daniel. Junto con Tomin y Vala van al cuarto donde se halla el Arca. Vala dice que vio como se iluminaban siete símbolos del Arca; Daniel deduce que fue Morgana. En eso, llegan el Doci y Adria.
En el Odisea, los replicantes casi han llegado al núcleo. Mitchell logra avisar a Carter la ubicación del código, antes de verse obligado a detonar el C-4, destruyendo al replicante reina y a Marrick. La Coronel Carter activa el código y todos los replicantes de la nave son destruidos justo antes que Mitchell fuera atacado por lo que parecía ser el esqueleto de Marrick hecho de bloques de replicantes. No obstante, las Naves Ori continúan su ataque y el Odisea, además que no tener hiperpropulsión, se está quedando sin escudos.
En esos momentos, Vala entretiene a Adria lo suficiente para que Daniel active el Arca, y luego Teal'c dispara a la mesa haciéndola caer abierta frente al Doci. El efecto se propaga pronto a todos los Priores de la galaxia, incluyendo a los de las 4 Naves Ori que atacan al Odisea. Habiendo Adria perdido gran parte de su poder, Morgana puede hacerle frente y ambas terminan en lucha eterna, similar a la de Anubis y Oma Desala. Después de que las 2 desaparecieran, Daniel menciona que la palabra para activar el Arca era "Origen", el nombre de la religión de los Ori, que en Alterano significaba también "Verdad" (algo bastante irónico).
Después, en el Comando Stargate, Daniel y Teal'c llevan el Arca ante el Prior que estaba allí y la vuelven usar, obteniendo los mismos resultados que en la galaxia Ori. De esa forma, toda la Vía Láctea recibe la verdad de que los Ori no son dioses.
Tiempo después, Mitchell está en la enfermería recuperándose de las lesiones causadas por Marrick, y Tomin está por volver a su galaxia natal como nuevo líder de su pueblo. Él acuerda con Vala, que si bien los Ori eran mentirosos, muchas enseñanzas de Origen eran valiosas y, por tanto, el libro debía ser revisado (personalmente, Vala recomienda quitar la parte de quemar viva a la gente que esté en desacuerdo con la religión). Tomin le pide ir con él, pero Vala se disculpa diciendo que no puede, ya que ella siente que su lugar está en el SGC. Por otro lado, Daniel habla con el General Landry sobre lo peligrosa que puede ser el Arca en manos equivocadas, pero él le dice que aun así, será llevada al Área 51 para estudiarse.
Con Mitchell ya recuperado, el SG-1 parte en una nueva misión por el Stargate, preguntándose que misterios (y tesoros, en el caso de Vala) les aguardan.

## Reparto
| Actor/actriz original (EE. UU.) | Personaje                             | Actor/actriz de voz (Hispanoamérica) |
| ------------------------------- | ------------------------------------- | ------------------------------------ |
| Ben Browder                     | Teniente coronel Cameron Mitchell     | Julio González                       |
| Amanda Tapping                  | Teniente coronel Samantha Carter      | Keyroz Guillén                       |
| Christopher Judge               | Teal'c                                | Marco Antonio Espina                 |
| Michael Shanks                  | Daniel Jackson                        | Andrés Skocknick                     |
| Beau Bridges                    | Major General Henry "Hank" Landry     | Sergio Schmied                       |
| Claudia Black                   | Vala Mal Doran                        | Morin Herman                         |
| Currie Graham                   | James Marrick                         | Sandro Larenas                       |
| Morena Baccarin                 | Adria                                 | Vanesa Silva                         |
| Tim Guinee                      | Tomin                                 | Daniel Seisdedos                     |
| Julian Sands                    | Doci                                  | Rodrigo de la Paz                    |
| Sarah Strange                   | Morgana Le Fay                        | Carolina Araya                       |
| Michael Beach                   | Coronel Abe Ellis                     | Ricardo Soto                         |
| Gary Jones                      | Jefe Maestro Sargento Walter Harriman | Carlos Carvajal                      |
| Martin Christopher              | Mayor Marks                           | Sergio Aliaga                        |
| Chris Gauthier                  | Hertis                                | Cristian Lizama                      |
| Eric Breker                     | Coronel Reynolds                      | Rolando Silva                        |
| Matthew Walker                  | Merlín                                | Alexis Quiróz                        |
| Fabrice Grover                  | Amelius                               | Rodrigo de la Paz                    |
| Spencer Maybee                  | Capitán Binder                        | Juan José Alarcón                    |
| Alisen Down                     | Mujer Alteran                         | Yanina Quiroz                        |
| Gabrielle Rose                  | Mujer Alteran #2                      | Miryam Torres                        |
| Simon Bradbury                  | Hombre Alteran                        | Alexis Quiróz                        |
| Jason Calder                    | Guerrero Ori                          | Julio Milostich                      |
| Greg Anderson                   | Prior #1                              | Mario Santander                      |
| Doug Abrahams                   | Prior #2                              | Javier Rodríguez Naranjo             |